# Amtsmissbrauch (Schweiz)

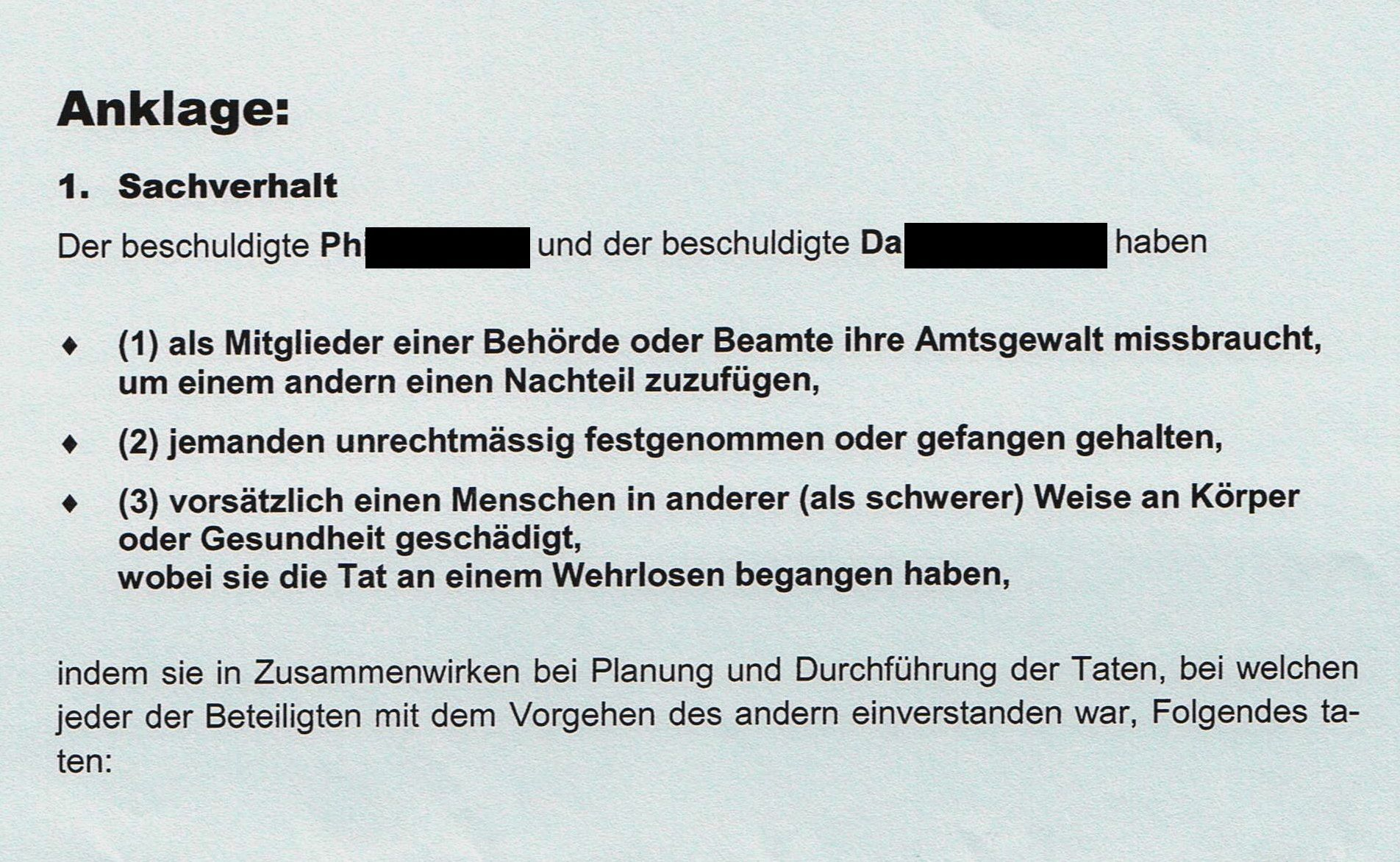
Anklage gegen zwei Polizisten der Stadtpolizei Zürich wegen Amtsmissbrauch

Das Schweizerische Strafgesetzbuch definiert den mit Freiheitsstrafe bedrohten allgemeinen Amtsmissbrauch in Artikel 312 als Missbrauch der Amtsgewalt von Mitgliedern einer Behörde oder Beamten, um sich oder einem andern einen unrechtmässigen Vorteil zu verschaffen oder einem andern einen Nachteil zuzufügen. Wegen Artikel 11 StGB ist auch der Amtsmissbrauch durch Unterlassung strafbar. Dies trifft etwa zu, wenn ein Beamter die Durchsetzung einer Verwaltungs- oder Strafmassname verschleppt.
Darüber hinaus werden in den Artikeln 312–320 (Achtzehnter Titel) weitere Amtsdelikte als strafbare Handlungen gegen die Amts- und Berufspflicht definiert.